# Quasigeoid

Normalhöhe, Quasigeoid und Höhenanomalie

Das Quasigeoid ist die Bezugsfläche für die Normalhöhen. Sie ergibt sich, indem die auf der Erdoberfläche bestimmten Normalhöhen nach unten abgetragen werden (vgl. Abb.). Normalhöhen werden aus der geopotentiellen Kote (Potentialdifferenz zum Geoid) und der Normalschwere ermittelt.
Das Quasigeoid ist ein eindeutiges, für Höhenmessungen praktikables Modell des Geoids. Im Gegensatz zum Geoid ist das Quasigeoid hypothesefrei bestimmbar, denn das Geoid kann nicht in jedem Punkt ohne Hypothesen über die Massenverteilung zwischen Erdoberfläche und Geoid bestimmt werden. Das Quasigeoid ist anders als das Geoid keine Äquipotentialfläche der Schwere. Die Unterschiede gegenüber dem Geoid liegen üblicherweise im Bereich von Zentimetern bis Dezimetern; sie sind auf dem Meer und im Flachland am kleinsten und können im Hochgebirge auch im Meterbereich liegen.
Das Quasigeoid im Deutschen Haupthöhennetz 1992 wird als Normalhöhennull bezeichnet.
Seit der Einführung des Integrierten Raumbezugs 2016 ist in Deutschland das German Combined Quasigeoid 2016 (GCG2016) die Höhenbezugsfläche der Landesvermessung über dem Referenzellipsoid des Geodätischen Referenzsystems 1980 (GRS 80).